# Tết Trùng cửu
Tết Trùng Cửu (重九), cũng gọi là tết Trùng Dương (chữ Hán: 重九, tiếng Trung: 重阳 <重陽> (Trùng Dương)/ Chóng yáng ?) theo phong tục của người Trung Hoa là vào ngày 9 tháng 9 theo Âm lịch hàng năm.

### Trung Quốc

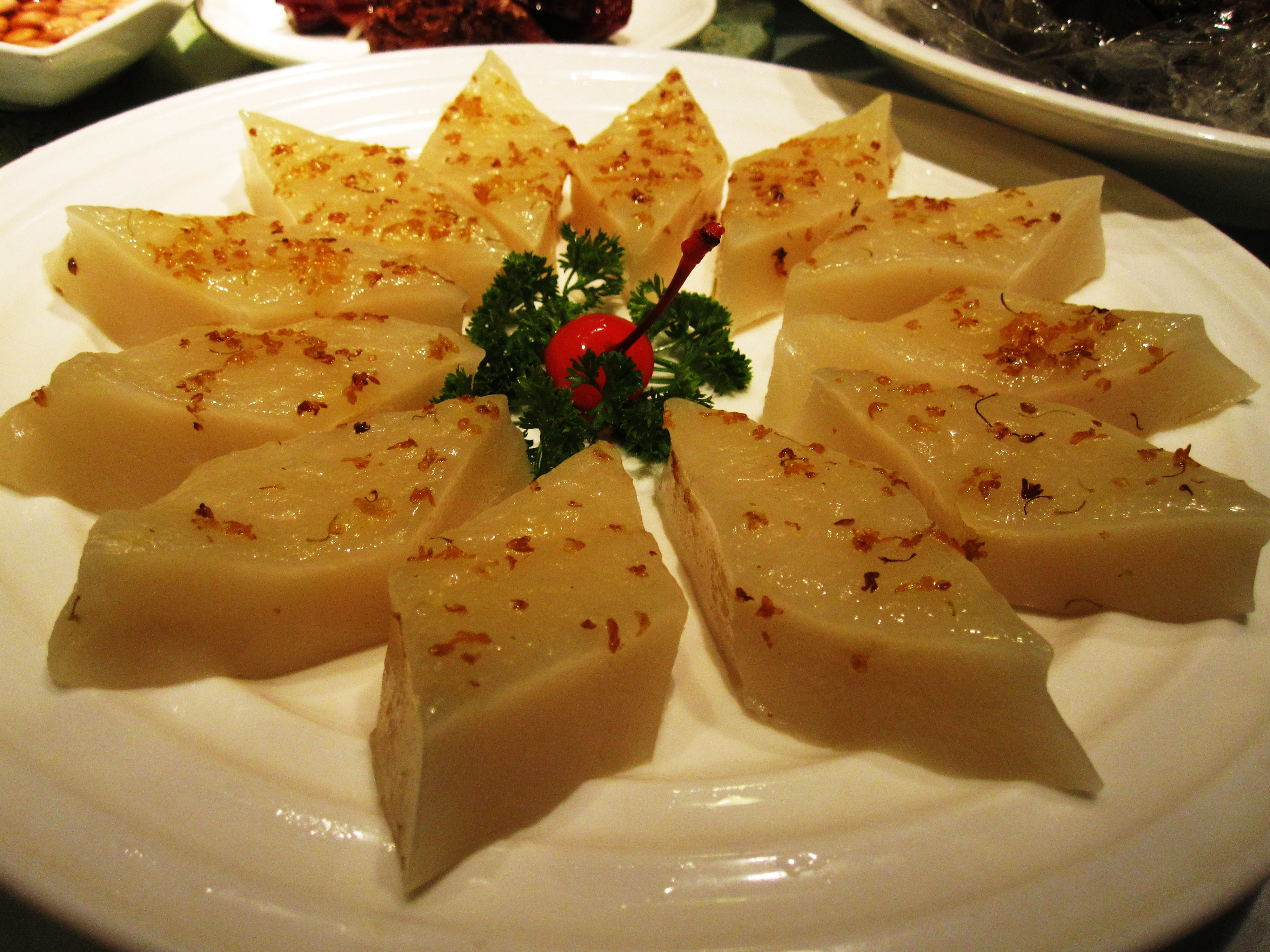
Bánh quế hoa Trung Quốc